# Mongolische Schriften

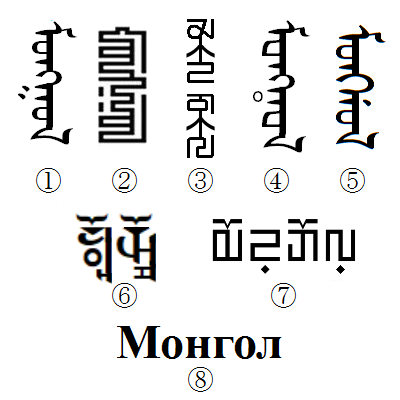
Das Wort „Mongol“ in verschiedenen Schriftvarianten: 1. traditionell, 2. Faltschrift, 3. Phagpa, 4. Klarschrift, 5. Mandschu, 6. Sojombo, 7. horizontale Quadratschrift, 8. kyrillisch

Mongolische Schriften gibt es in großer Zahl und Variationsbreite. Für die mongolische Sprache wurden mehr Schriftsysteme entwickelt oder angepasst als für die meisten anderen Sprachen.
Die älteste blieb auch die erfolgreichste und ist heute noch in aktivem Gebrauch. Andere Schriften wurden entwickelt, um Nachteile zu korrigieren oder um die Niederschrift zusätzlicher Sprachen zu ermöglichen, wobei Sanskrit und Tibetisch aufgrund der Übersetzung lamaistischer bzw. buddhistischer Werke die wichtigsten Fremdsprachen waren. Im 20. Jahrhundert hat die Mongolei ihr Schriftsystem auf ein kyrillisches Alphabet umgestellt, um die Zusammenarbeit mit ihrem damaligen Verbündeten Sowjetunion zu erleichtern.

## Klassische mongolische Schrift
Eine Vorstellung zur Entstehung bzw. Einführung der klassischen mongolischen Schrift kreist um den uigurischen Schreiber Tatar-Tonga, der zu Beginn des Mongolischen Reiches bei den besiegten Naimanen von den Mongolen gefangen genommen wurde. Dschingis Khan befahl ihm 1208 eine Schrift für die Verwaltung des Reiches zu entwickeln. Tatar-Tonga passte deshalb die uigurische Schrift, welche ihrerseits über die sogdische Schrift vom aramäischen Alphabet abstammt, an die mongolische Sprache an.
Die Eigenschaft dieser Schriftfamilie ist die vertikale Schreibrichtung und, im Gegensatz zu den meisten anderen vertikalen Schriften, die Führung von links nach rechts. Sie entstand dadurch, dass die Uiguren ihre Schrift um 90° im Gegenuhrzeigersinn gedreht hatten, um sie der chinesischen Schreibweise ähnlicher zu machen.
Die klassische mongolische Schrift wird in China bis heute verwendet, in der Inneren Mongolei für Mongolisch, und ebendort in Heilongjiang für die ewenkische Sprache. Im Stadtbild von innermongolischen Städten dominiert jedoch die chinesische Schrift, auch in der täglichen Kommunikation hat die seit der Qing-Dynastie fortschreitende Sinisierung zur Dominanz des Chinesischen geführt.
In der Mongolei wurde die klassische mongolische Schrift in den 1940er Jahren von einem angepassten kyrillischen Alphabet abgelöst, vor allem, um die Kommunikation mit der Sowjetunion zu erleichtern. Seit 1991 laufen jedoch Versuche, die klassische Schrift wiederzubeleben, um die Kontinuität der Kultur zu wahren und den Nationalstolz zu fördern. Auch in den Schulen wird sie seitdem wieder gelehrt. Als Kommunikationsmedium hat sie jedoch ihre Bedeutung nicht wiedererlangen können.
Das älteste mongolische Schriftzeugnis ist der sogenannte Dschingis-Stein, der sich heute in der Eremitage in Sankt Petersburg befindet.

### Faltschrift
Eine Variante der klassisch-mongolischen Schrift stellt die Falt- oder Klappschrift dar. Diese wurde früher unter anderem als Verzierung für Türstöcke, in Klostern und von Seitenteilen von Büchern verwendet, heute findet sie unter anderem offizielle Verwendung auf Banknoten der mongolischen Währung sowie allgemein in Logos und auf Buchumschlägen.

### Galik-Schrift
1587 entwickelte der Übersetzer und Gelehrte Ayuusch Güüsch die Galik-Schrift (Али-гали Ali-Gali), inspiriert durch den 3. Dalai Lama, Sonam Gyatso. Er fügte der mongolischen Schrift in erster Linie weitere Zeichen hinzu, um religiöse Texte aus Sanskrit und Tibetisch zu übersetzen, sowie später auch aus Chinesisch. Einige dieser Zeichen sind noch heute in Gebrauch, um Lehnwörter und fremdsprachige Namen zu schreiben.

### Klare Schrift
Der buddhistische Mönch Zaya Pandit entwickelte 1648 eine Schriftvariante, welche die geschriebene näher an die tatsächliche Aussprache bringen sollte. Ein weiteres Ziel bestand darin, die Transkription von Tibetisch und Sanskrit zu erleichtern. Die Klare Schrift wurde von den Kalmücken in Russland bis 1924 verwendet, als sie durch Kyrillisch ersetzt wurde. In Xinjiang in China verwenden die Oiraten sie bis heute.

### Vaghintara-Schrift
Eine weitere Variante wurde 1905 vom burjatischen Mönch Agvan Dorzhiev (1850–1938) entwickelt. Sie sollte ebenfalls einige Unklarheiten beseitigen, und zusätzlich zum Mongolischen das Schreiben der russischen Sprache ermöglichen. Die bedeutendste Änderung bestand allerdings in der Elimination der positionalen Formvarianten der Schriftzeichen. Alle Zeichen basierten auf der medialen Form der ursprünglichen mongolischen Schrift.

## Phagspa-Schrift

„Wiki“ in Phagspa-Schrift

Während der Yuan-Dynastie (ca. 1269) beauftragte Kublai Khan den tibetischen Mönch Phagspa, eine neue Schrift für das gesamte Mongolische Reich zu entwickeln. Phagspa erweiterte die tibetische Schrift, um damit auch Mongolisch und Chinesisch schreiben zu können. Die vertikal geschriebene Schrift wurde auch Quadratschrift oder mongolische Siegelschrift genannt. Sie fand vorwiegend Einsatz in offiziellen Dokumenten und verlor nach dem Ende der Yuan-Dynastie wieder an Bedeutung.

## Sojombo-Schrift

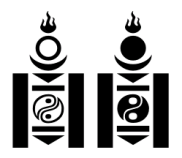
Zwei Varianten des Sojombo-Symbols

Im späten 17. Jahrhundert entwarf der mongolische Mönch und Gelehrte Dsanabadsar eine Silbenschrift (Abugida), mit der auch Tibetisch und Sanskrit geschrieben werden kann. Ein besonderes Zeichen dieser Schrift, das Sojombo-Symbol, wurde zu einem nationalen Symbol der Mongolei. Seit 1921 findet es sich auf der Staatsflagge, und seit 1992 auch im Wappen. Die Schrift wurde von Dsanabadsar und seinen Schülern viel für die Transkription von buddhistischen Texten verwendet. Neben der historischen Literatur findet sie sich auch heute noch häufig auf Inschriften und Gebetsmühlen. Auch für die Sprachforschung ist sie interessant, weil sie einige damalige Entwicklungen der mongolischen Sprache widerspiegelt, wie z. B. die langen Vokale.

## Horizontale Quadratschrift
Ungefähr zur gleichen Zeit entwickelte Dsanabadsar auch die horizontale Quadratschrift, welche erst um 1801 wiederentdeckt wurde. Über ihre tatsächliche Verwendung ist nichts bekannt.

## Lateinische Schrift
Am 1. Februar 1941 führte die Mongolei offiziell die lateinische Schrift ein. Das gewählte Alphabet stellte sich aber als unausgereift heraus. Es unterstützte nicht alle Laute der mongolischen Sprache und war schwierig zu verwenden. Aus diesen Gründen wurde die Entscheidung am 25. März, nur zwei Monate später, wieder rückgängig gemacht.

## Kyrillische Schrift
Die jüngste Schrift für die mongolische Sprache ist ein leicht erweitertes kyrillisches Alphabet. Es handelt sich um das russische Alphabet mit den zwei zusätzlichen Zeichen Өө /ö/ und Үү /ü/. Dieses angepasste Alphabet ist annähernd phonemisch und weist eine vergleichsweise bessere Entsprechung zwischen Sprachlauten und Schriftzeichen auf. Beschlossen wurde die Einführung von der Regierung am 9. Mai 1941, der allgemeine Gebrauch begann erst Anfang 1946. Außerhalb von China ist es heute die primäre Schrift für die mongolische Sprache. Zwar versucht die Regierung der Mongolei seit 1991, die traditionellen Schriften wiederzubeleben, sie dienen aber meist als Verzierung; die kyrillische Schrift ist in der Mongolei das Kommunikationsmittel.

## Fremde Schriftsysteme
Vor dem 13. Jahrhundert mussten fremde Schriften verwendet werden, um das Mongolische zu schreiben. Auch während der Dauer des Mongolischen Reiches schrieben in den eroberten Gebieten viele weiterhin in ihren angestammten Schriften. Am häufigsten wurde Mongolisch mit chinesischen Schriftzeichen transkribiert, so wie es z. B. bei den ältesten überlebenden Abschriften der Geheimen Geschichte der Mongolen der Fall ist. Untertanen aus dem Nahen Osten, welche für administrative Funktionen engagiert wurden, verwendeten häufig arabische Schriften für ihre mongolischsprachigen Dokumente.